# Romulus (maan)

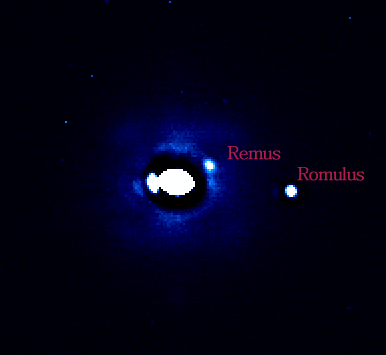
87 Sylvia met twee maantjes

Romulus is een in februari 2001 ontdekte maan van de planetoïde 87 Sylvia, niet te verwarren met 10386 Romulus, welke een planetoïde is. De omlooptijd van de maan is iets meer dan 3,6 dagen. De baan met een halve lange as van 1356 km ligt vrijwel in het vlak van de evenaar van 87 Sylvia en is bijna cirkelvormig. Dit laatste geldt ook voor 87 Sylvia's andere maan Remus.
Romulus is de buitenste en grootste maan van 87 sylvia.
Romulus is vernoemd naar een van de stichters van Rome, Romulus.